# Microdiores chowo
Microdiores chowo là một loài nhện trong họ Zodariidae.
Loài này thuộc chi Microdiores. Microdiores chowo được Rudy Jocqué miêu tả năm 1987.